# Hans Blix
Hans Blix posłuchajⓘ (ur. 28 czerwca 1928 w Uppsali) – szwedzki dyplomata i polityk. Był ministrem spraw zagranicznych Szwecji w latach 1978–1979.
W roku 1952 wstąpił na studia do Trinity Hall na Uniwersytecie Cambridge .
Blix był również przewodniczącym Komisji Monitorującej, Weryfikującej oraz Inspekcyjnej Narodów Zjednoczonych od stycznia 2000 do czerwca 2003, gdy został zastąpiony przez Demetriusa Perricosa. W 2002, komisja rozpoczęła poszukiwania w Iraku broni masowego rażenia. Blix był wcześniej dyrektorem generalnym Międzynarodowej Agencji Energii Atomowej (IAEA) w latach 1981–1997. Jako szef IAEA w latach 80. dokonywał inspekcji irackich reaktorów jądrowych, zanim zostały one zniszczone przez izraelskie siły powietrzne. Agencja pod jego rządami nigdy nie znalazła programu budowy broni jądrowej w Iraku ani też jakiejkolwiek innej BMR. Jako pierwszy uczony z zachodu i zarządca Agencji Energii Atomowej oglądał miesiąc po tragedii krater w elektrowni atomowej w Czarnobylu.
Laureat Nagrody im. Olofa Palmego w 2003 r.
W 2010 r. został przewodniczącym Międzynarodowej Rady Doradczej, która ma doradzać władzom Zjednoczonych Emiratów Arabskich przy wprowadzaniu w tym kraju energetyki jądrowej.

## Ordery i odznaczenia
- Medal Serafinów (2004)[3]
- Order Księcia Jarosława Mądrego III stopnia (Ukraina, 2011)[4]